# Drogden (1872)
Канонерський човен «Дрогден» був датським військовим кораблем, побудованим у Франції в 1872 році. Корабель був призначений для оборони Копенгагена і виконував це завдання до 1903 року. Канонерський човен був названий на честь судохідного каналу Дрогден у протоці Ересунн.

## Будівництво
У 1868 році Королівський флот побудував канонерський човен «Стонч», який мав потужну 229 мм гармату, незважаючи на те, що його водотоннажність становила лише  180 тонн. «Стонч» та зроблені кораблі привернули великий інтерес як у морських, так і в політичних колах, оскільки багато хто вважав це дешевим рішенням для берегової оборони. У Франції, у 1869 році, на верфі компанії Клапаре (Claparède & Cie) у Сен-Дені побудували два малих канонерських човни ( «Револьвер» та «Матрайо»), сконструйовані лейтенантом Жеромом-Еженом Фарсі, оснащені 240 мм гарматою.  Флот замовив подібний корабель на цій верфі, але оснащений 229 мм гарматою Армстронга. Гармата була замовлена в 1871 році і була того ж типу, що й дві гармати на моніторі «Ліндормен». Гармата та її лафет важили 19 тонн, що становило близько 40 відсотків ваги корабля, що було дуже високою часткою. Гармату можна було регулювати лише по висоті, тому при наведені по горизонталі доводилося повертати весь корабель. Тіде (Thiede) описував корабель майже як "плаваючий лафет". «Дрогден» був першим із кораблів ВМС, побудованих зі сталі.

## Служба
«Дрогден» був спущений на воду 6 вересня 1872 року і був відбуксирований до Данії військово-морською шхуною «Фюле». Він прибув до Копенгагена 13 жовтня і увійшов до складу флоту 8 листопада 1872 року, але назва «Дрогден»  офіційно отримав  лише 9 жовтня 1873 року  Однак завдяки характерній формі корпусу, де носова частина заокруглена навколо гармати, корабель швидко отримав прізвисько «французьке сабо». Канонерський човен був на Ересунді в 1872 і 1873 роках і проводив пробні стрільби. На них швидко виявилося, що корабель замалий для практичного використання у водах Данії. Екіпаж не мав можливості сховатися від стихії, і на борту корабля було місце лише для дуже обмежених запасів.  Ці чинники призвели до того, що канонерка лише один раз брала участь в навчаннях ескадри в 1876 році. Решту часу «Дрогден» зберігався в сараї на острові Арсенал, а його гармату час від часу використовували для навчальних стрільб на Амагері. «Дрогден» офіційно списали у 1903 році та продали на аукціоні 23 квітня 1904 року за 1600 крон. Старий канонерський човен закінчив свої дні як плавучий склад в Нугавні.